# Indian Lake (Teksas)
Indian Lake – miasto w Stanach Zjednoczonych, w stanie Teksas, w hrabstwie Cameron.